# Sergio Omar Almirón
Sergio Omar Almirón (født 18. november 1958 i Rosario, Argentina) er en tidligere argentinsk fodboldspiller, der som angriber på Argentinas landshold var med til at vinde guld ved VM i 1986 i Mexico. Han var ved turneringen tildelt rygnummer 1, der ellers normalt er reserveret til målmænd, da det argentinske hold dengang i stedet fordelte rygnumrene alfabetisk. I alt nåede han at spille seks kampe og score fire mål for landsholdet.
På klubplan var Almirón primært tilknyttet Newell's Old Boys i hjemlandet, hvor han spillede mere end ti år. Han havde også ophold hos Central Córdoba, mexicanske Tigres og franske Tours FC.